# Кеминмаа
Кеминмаа (фин. Keminmaa) — община в Финляндии, в провинции Лаппи. Население составляет 8 565 человек (на 2011 год); площадь — 645,79 км². Плотность населения — 13,7 чел/км². Граничит с общинами: Кеми, Симо, Торнио и Тервола.

## Населённые пункты
На территории общины расположены следующие деревни: Хирмула, Иймола, Итякоски, Йокисуу, Лаурила, Лаутиосаари, Лиедаккала, Маула, Пёрхёля, Руоттала (большая часть на территории Торнио), Сомпуъярви, Тёрмя, Виитакоски.

## Демография
На 31 января 2011 года в общине Кеминмаа проживают 8565 человек: 4305 мужчин и 4260 женщин.
Финский язык является родным для 99,28 % жителей, шведский — для 0,17 %. Прочие языки являются родными для 0,52 % жителей общины.
Возрастной состав населения:
- до 14 лет — 18,55 %
- от 15 до 64 лет — 64,52 %
- от 65 лет — 17,02 %

Изменение численности населения по годам:
| Год  | Численность |
| ---- | ----------- |
| 1980 | 7721        |
| 1990 | 9143        |
| 2000 | 8930        |
| 2010 | 8573        |
| 2011 | 8565        |

## Города-побратимы
- Апатиты[6]